# Шверин
Швери́н (нем. Schwerin [ʃvɛˈʁiːn, ʃvəˈʁiːn], н.-нем. Swerin, лат. Suerinum, Squirsina, Zuarina, н.-луж. и в.-луж. Zwěrin) — город в Германии, административный центр федеральной земли Мекленбург-Передняя Померания, где имеет статус внерайонного города. Располагается среди системы озёр, главным из которых является Шверинер-Зе
В 1980-х годах Шверин был местом дислокации ГСВГ и являлся важным стратегическим объектом СССР.

## Население

Внерайонный город Шверин на административной карте земли Мекленбург-Передняя Померания.

Численность населения города по оценке на 31 декабря 2017 года составляет 95 797 человек. По данным на 31 декабря 2011 года (с учётом итогов переписи 2011) —  91 327 жителей (причём ранее на ту же дату оценивалась в 95 300 жителей). По данным на 31 декабря 2000 года в городе проживало 101 267 человек, на 1990 год —  127 447 человек, на 1970 год — 97 389 человек.

## История

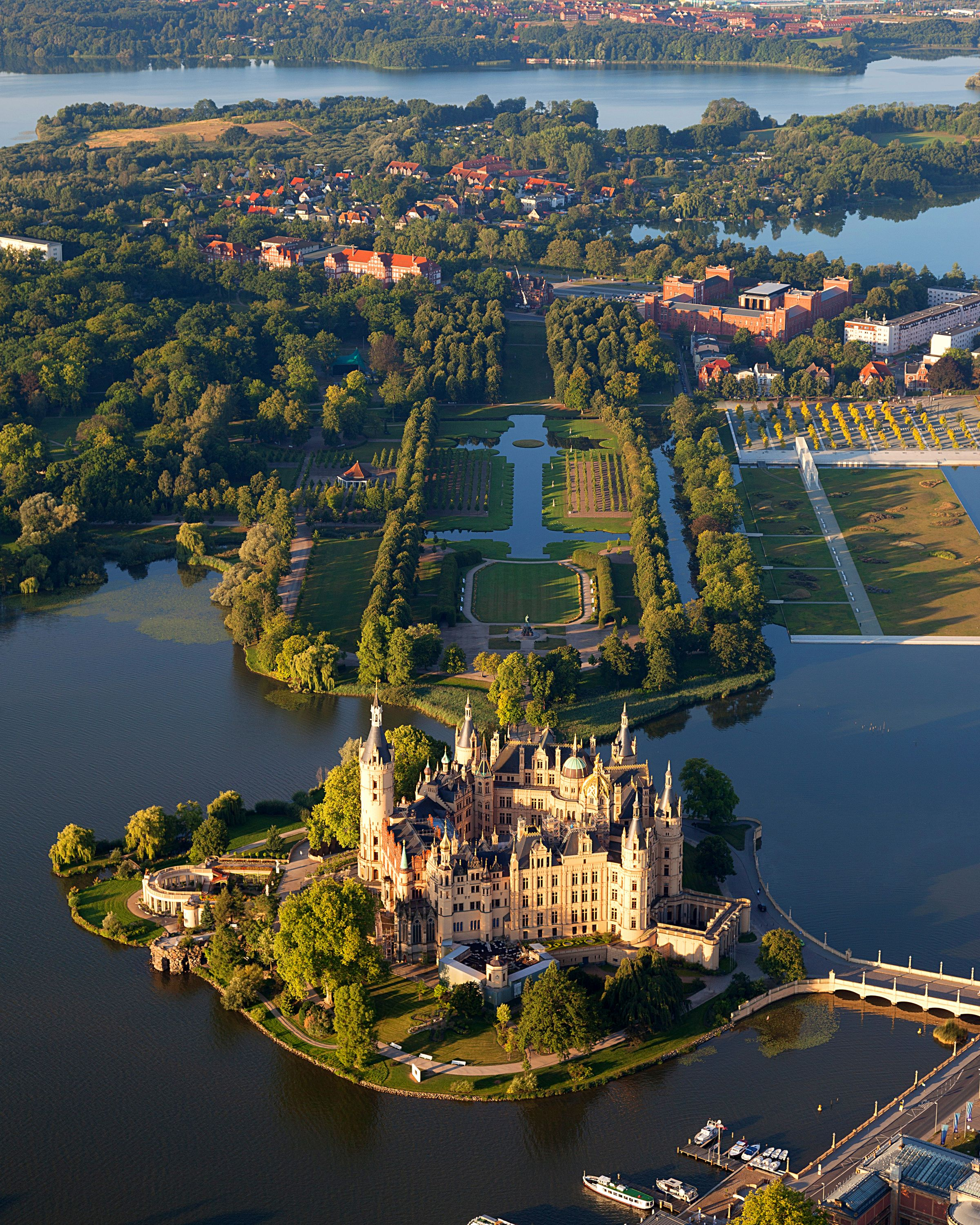
Шверинский замок на острове на озере Шверин, вид с воздуха

Как свидетельствует немецкий хронист Титмар Мерзебургский, Шверин возник вблизи разгромленного в 1018 году славянского укрепления Зверин(Zuarin, в.-луж. Zwěrin) в 1160 году по указанию Генриха Льва, став при этом первым городом на завоёванной у славян территории. В течение 1167—1648 годов он был местом нахождения епископа и духовным центром всего региона. В 1358 году герцог Мекленбурга Альбрехт II получил в наследство город, имевший право быть местом резиденции графа, и поселился в замке, который за исключением двух перерывов служил местом пребывания герцогов Мекленбургских вплоть до 1918 года. В 1628—1631 годах герцоги были вынуждены покинуть его в наказание за их союзнические отношения с Данией и в 1756—1837 годах, когда их резиденция находилась в Людвигслюсте.

## Достопримечательности и музеи

### Шверинский замок

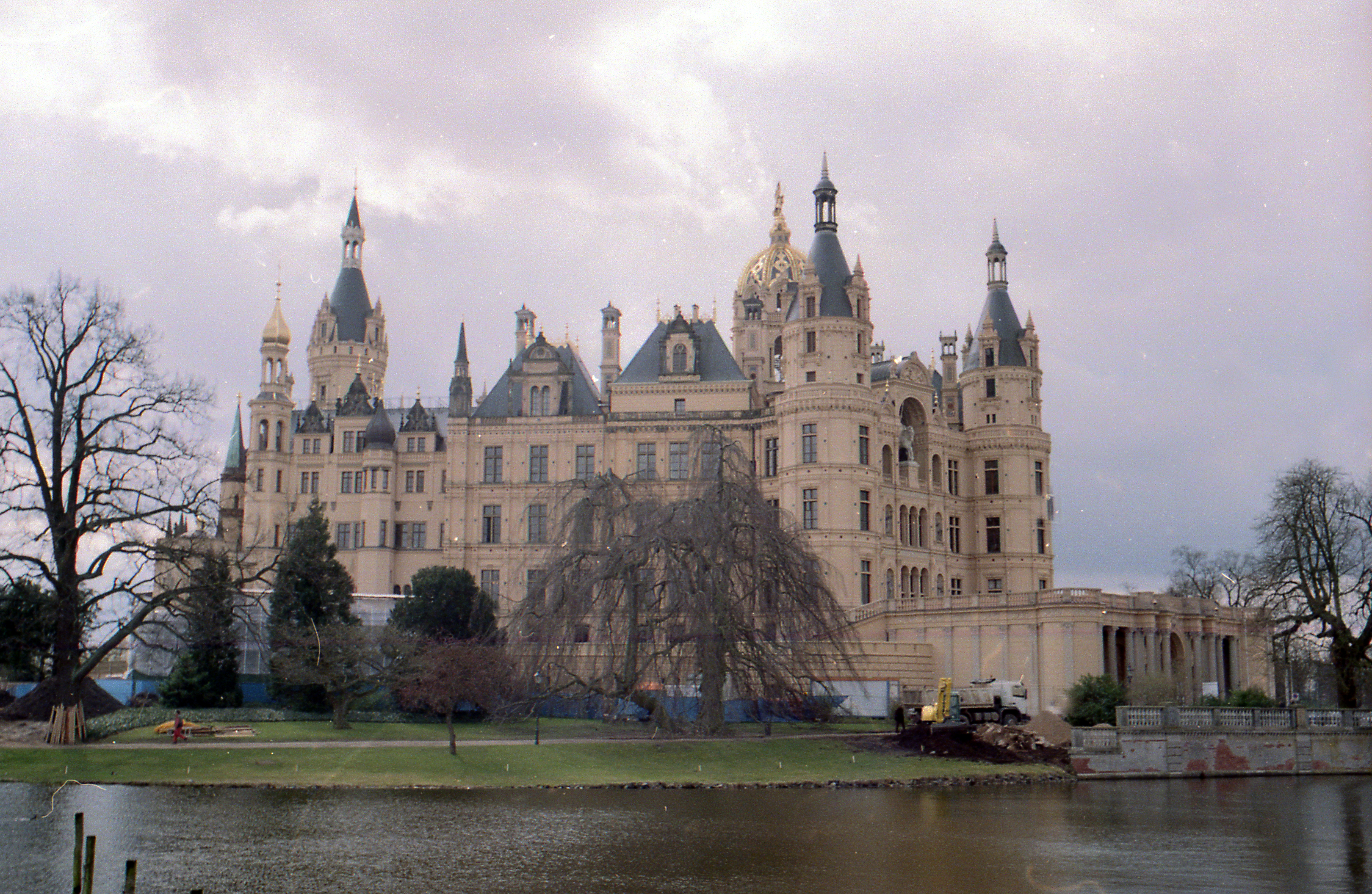
Шверинский замок

Шверинский замок построен на острове на месте более старого строения. Здание представляет собою в плане неправильный пятиугольник, образованный пятью флигелями и считается самым известным строением города. Современный вид замок приобрёл в 1845—1857 годах. Перед этим герцог Фридрих Франц II отправил своего придворного архитектора Георга Адольфа Деммлера, уже известного своими работами в городе, которые он проводил с 1825 года, и строителя Германа Виллебранда в командировку в Англию и Францию.

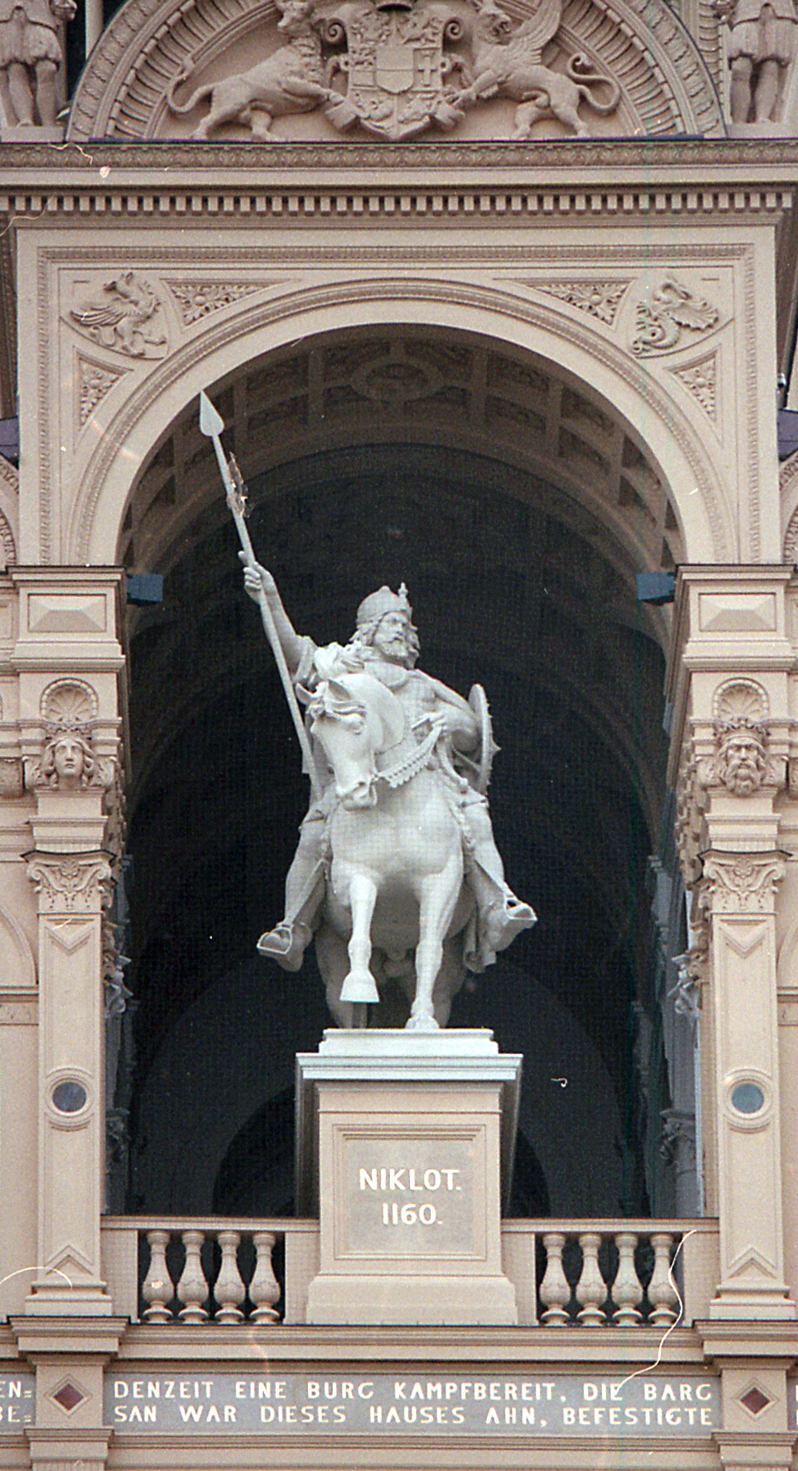
Никлот, князь ободритов

Они отправились в 1844 году и получили наиболее сильные впечатления от замка Шамбор на Луаре, черты которого явно прослеживаются в облике здания, представляющего собой смешение различных стилей и представляющего собой не лучший образец модного в то время обобщённого эклектического стиля. По предложению Готфрида Земпера зданию была придана главная 70-метровая башня. В 1851 году Деммлер должен был по политическим мотивам отойти от работы, которые продолжил Фридрих Август Штюлер. На обращенном к замковому саду фасаде он выполнил глубокую нишу, в которой поместил конную статую славянского князя Никлота, вероломно убитого в битве. Статую выполнил Кристиан Геншов.
26 мая 1857 года герцог и герцогиня с большой помпой въехали в свою новую резиденцию.
Перед выходящим на Замковое озеро флигелем в 1935 году была установлена скульптура великого герцога Пауля Фридриха, выполненная ещё в 1849 году Кристианом Даниэлем Раухом.
В настоящее время некоторые помещения замка заняты ландтагом, а в остальных размещены музейные экспозиции.

### Музей

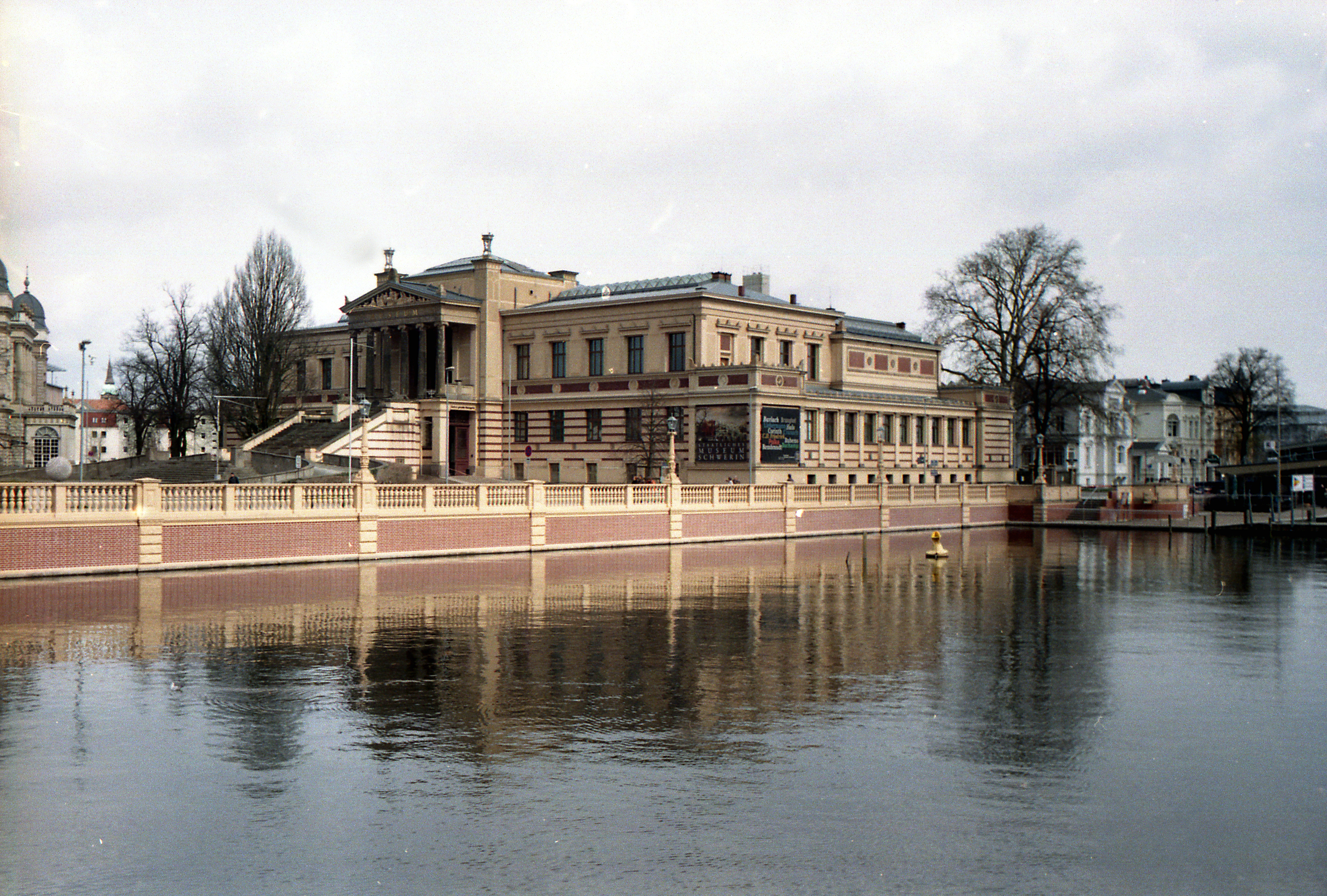
Музей

Здание музея построено Германом Виллебрандом в позднеклассицистическом стиле на месте начатого Деммлером дворца герцога. Коллекция этого музея берёт начало от прежнего музея Великого герцога (1877—1882), которая была расширена в 1901—1902 годах. Это здание с его монументальной лестницей и портиком, образованным ионическими колоннами, входит в состав Шверинского государственного музея.

### Мекленбургский государственный театр

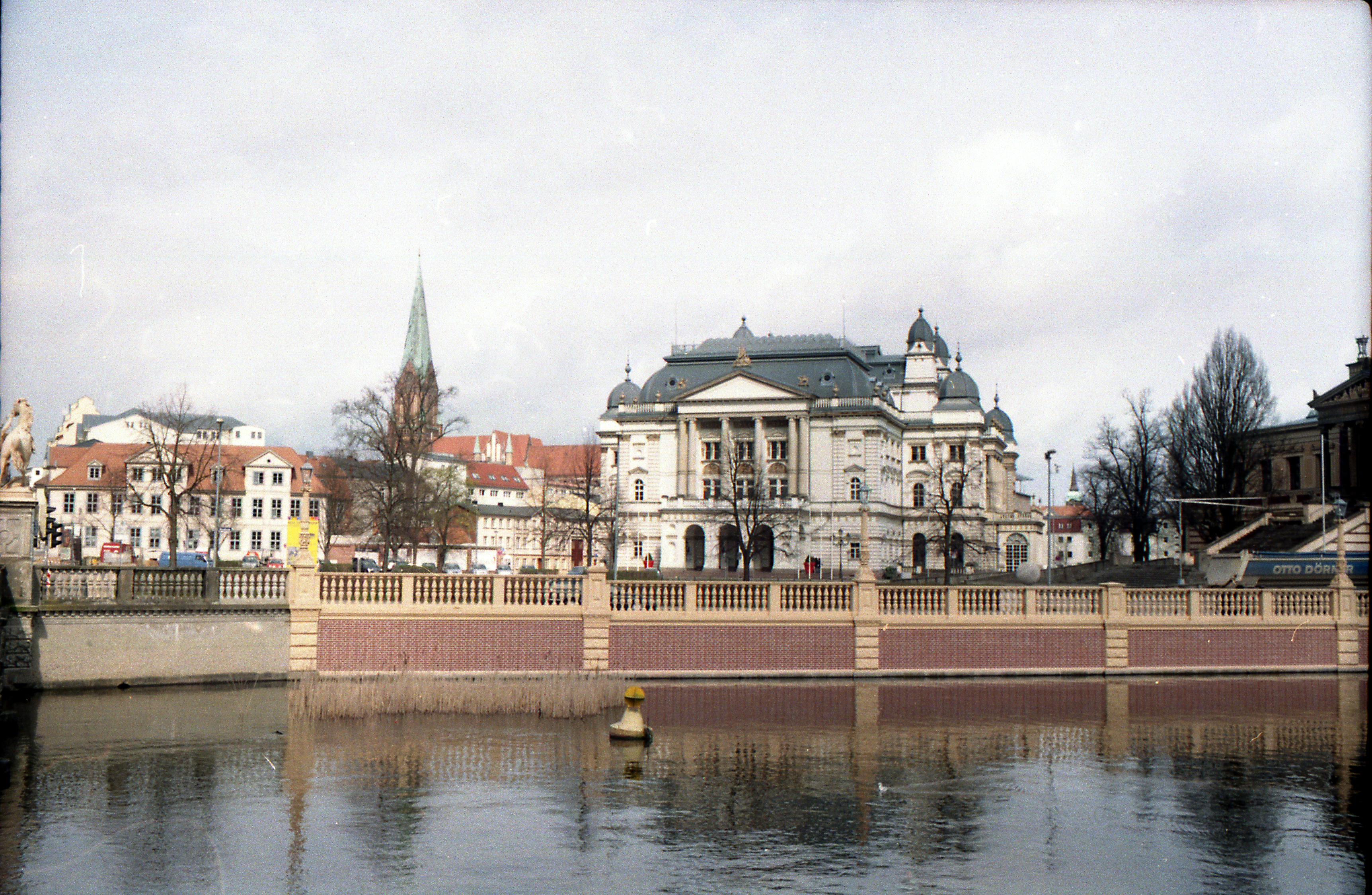
Государственный театр. На заднем плане — башня собора

Шверин богат театральными традициями. В летние времена на открытом воздухе проводятся грандиозные постановки опер. Здание театра с его монументальным центральным ризалитом находится на месте сгоревшего здания постройки Деммлера. Здание построено Георгом Даниэлем в 1883—1885 годах в стиле неоренессанса.

### Кафедральный собор Шверина
Современное здание кафедрального собора представляет третье по счёту церковное сооружение на этом месте. В 1228 году на его месте была освящена романская базилика, от которой сохранился парадный портал у южного бокового нефа. Трёхнефная базилика была сооружена в 1270—1416 годах. Современный вид собор приобрёл только в 1988 году. По своим размерам он считается одним из самых крупных зданий, построенных в стиле кирпичной готики. По длине своего главного нефа, равной 100 м он считается самой крупной церковью ганзейского периода на Балтике. Высота его башни, построенной лишь в 1889—1892 годов Георгом Даниэлем составляет 117,5 м. В храме находится бронзовая эпитафия герцогине Елене, отлитая в нюрнбергской мастерской Петера Фишера в 1527 году.

### Дворцовый сад
Считается выдающимся образцом садово-паркового искусства, одним из памятников общегосударственного культурного значения Германии. Парк создан прусским королевским директором парков Петером Йозефом Ленне и после реконструкции открыт для посещения в 2001 году.
- Шельфская церковь
- Церковь Пауля
- Здания архитектора Г. А. Деммлера
- Ратуша
- Русская православная церковь Московского Патриархата в г. Шверине
- Кладбище жертв фашизма

## Персоналии
- Баарс, Клаус-Юрген
- Оливер Ридель
- Бард, Мария
- Флемминг, Вальтер
- Кундт, Август — немецкий физик.
- Эльменрейх, Франциска — немецкая актриса.
- Рыбников, Сергей Викторович — российский лётчик-испытатель.
- Шаррер, Адам (1889—1948) — немецкий писатель и драматург.

## Галерея

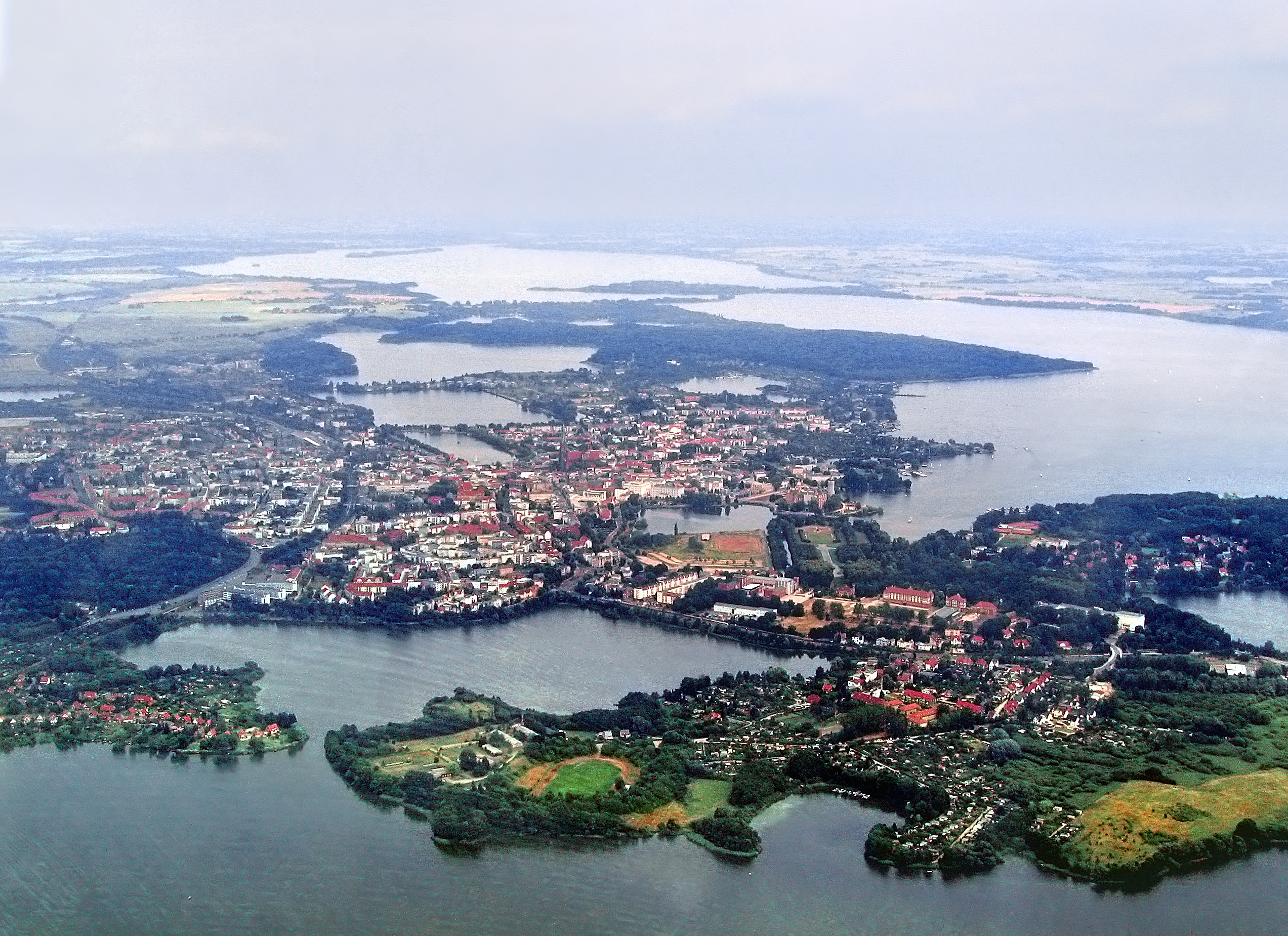
Аэроснимок города
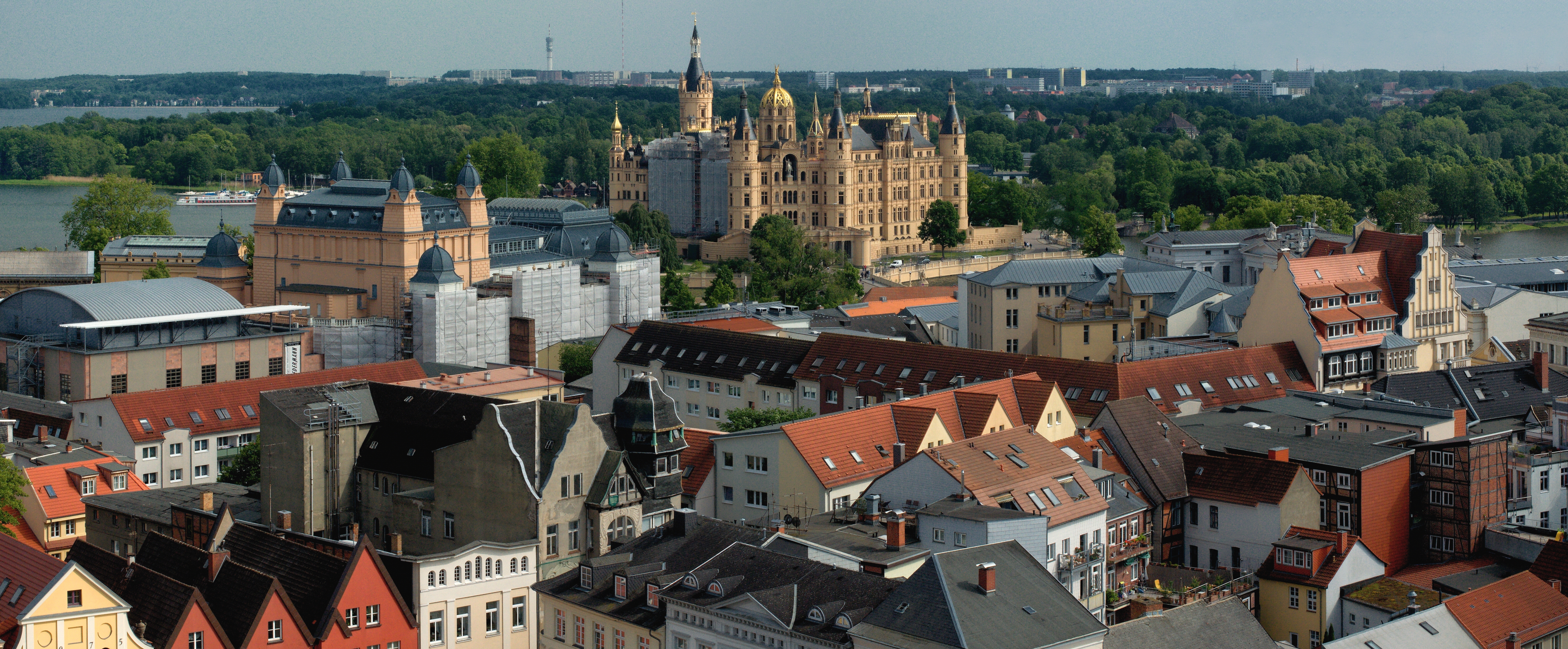
Вид на Шверин с колокольни Кафедрального собора
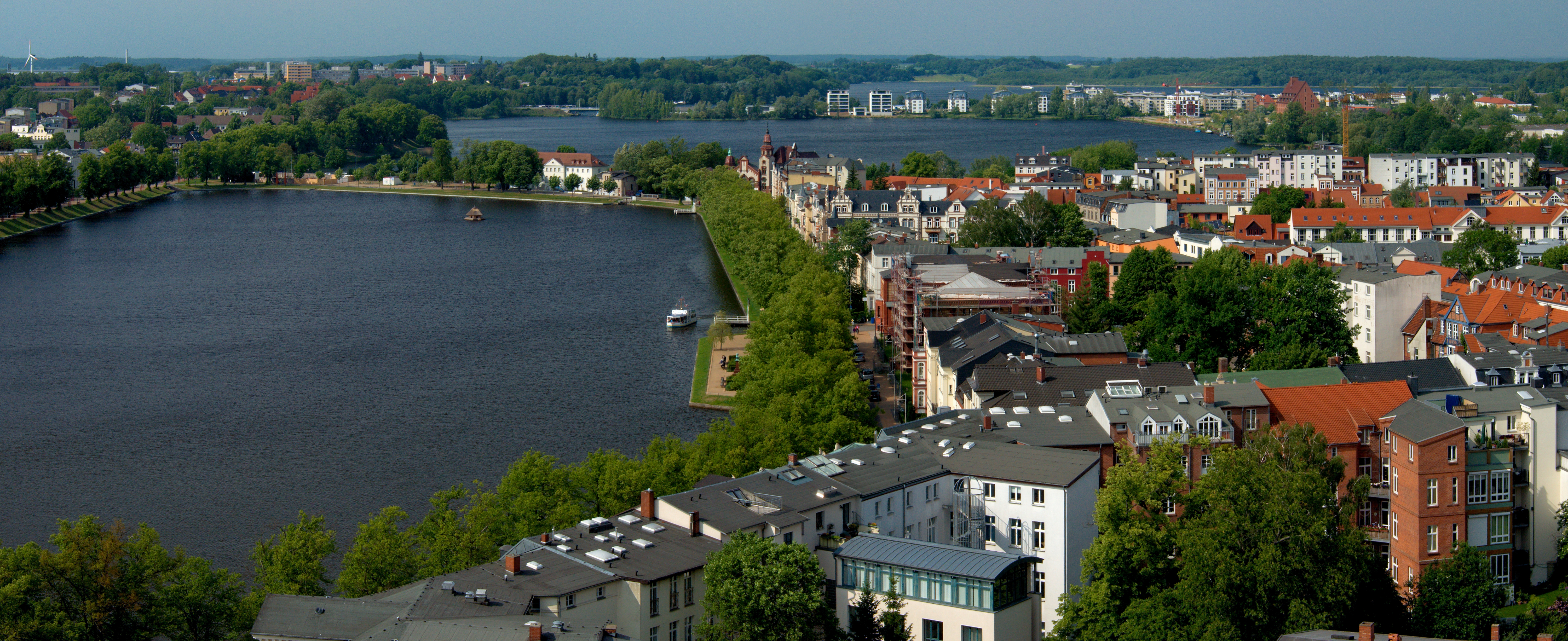
Вид на северную часть Шверина
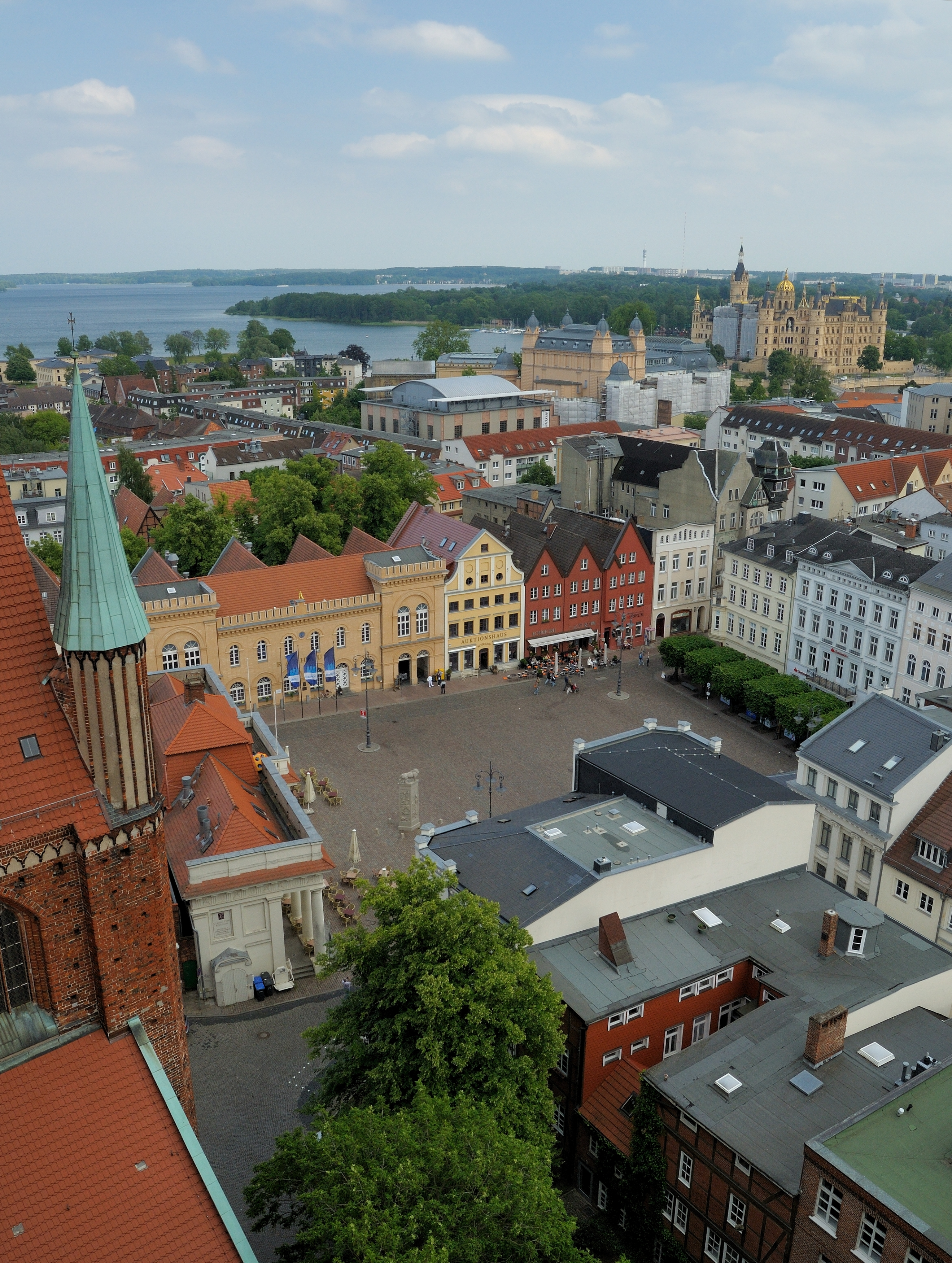
Рыночная площадь, замок и озеро
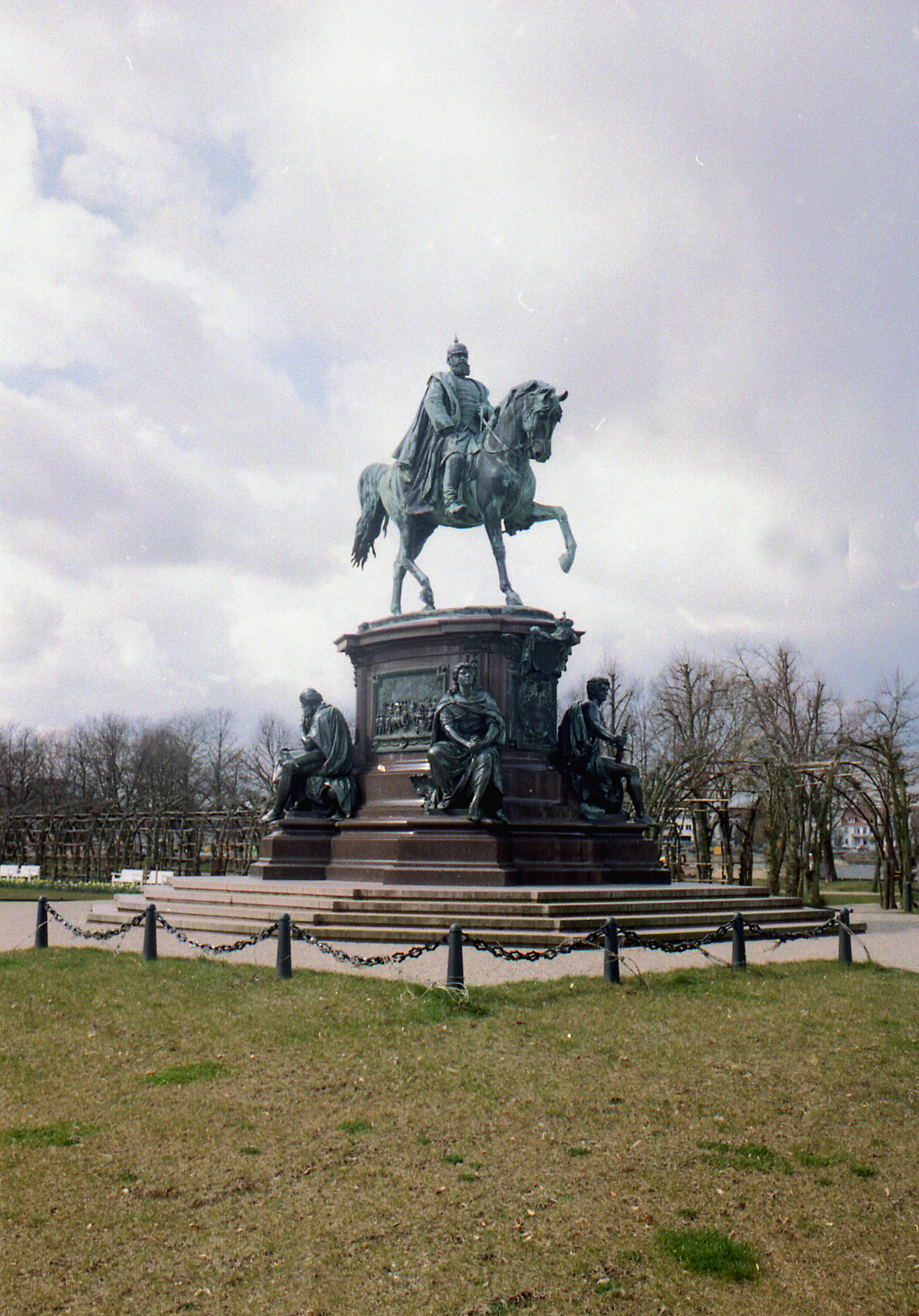
Памятник Фридриху Францу II
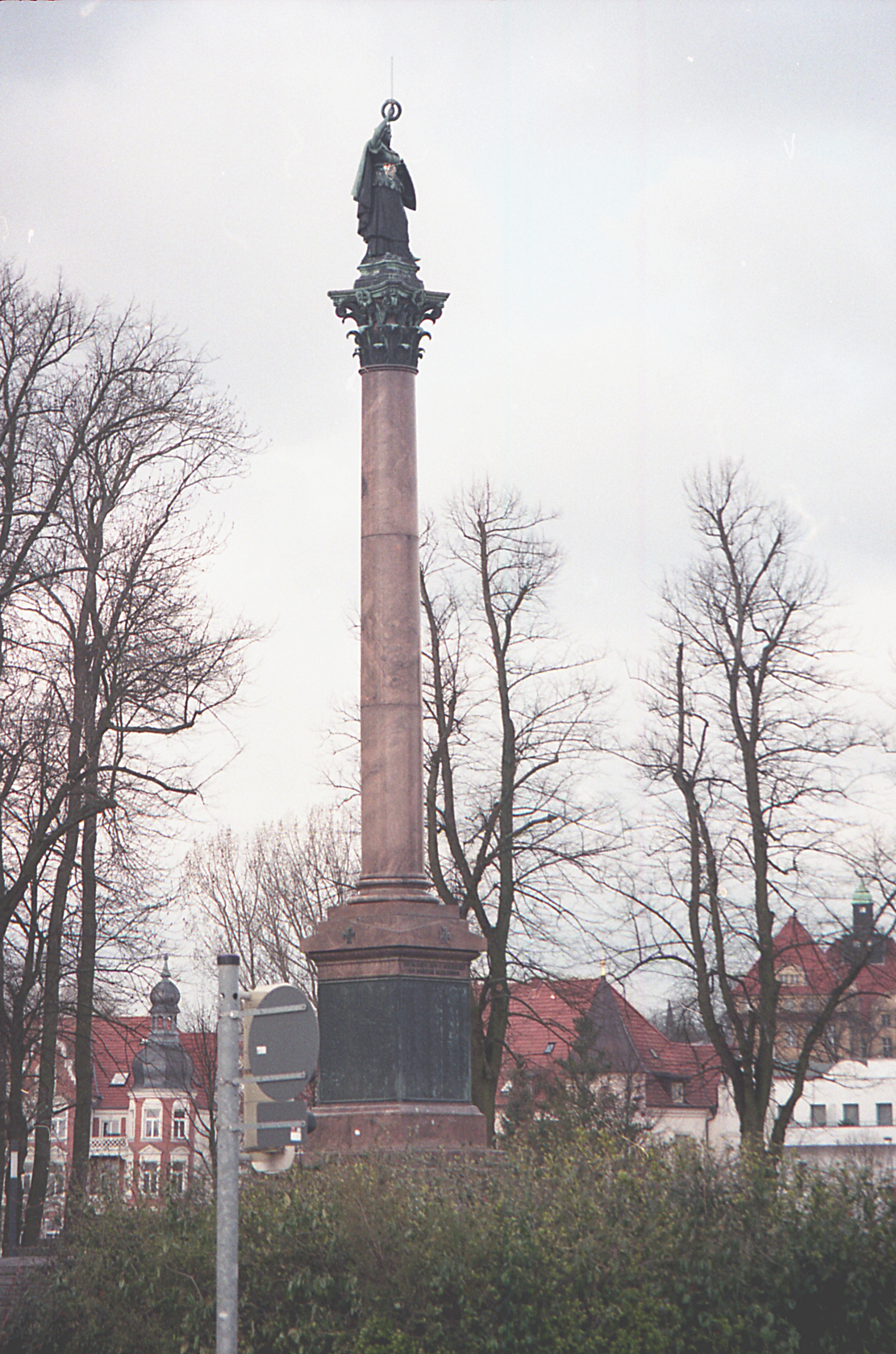
Колонна Победы. Памятник погибшим во франко-прусской войне 1870—1871 гг. Архитектор Герман Виллебранд (1874)
Скульптура Мегалополис на колонне Победы
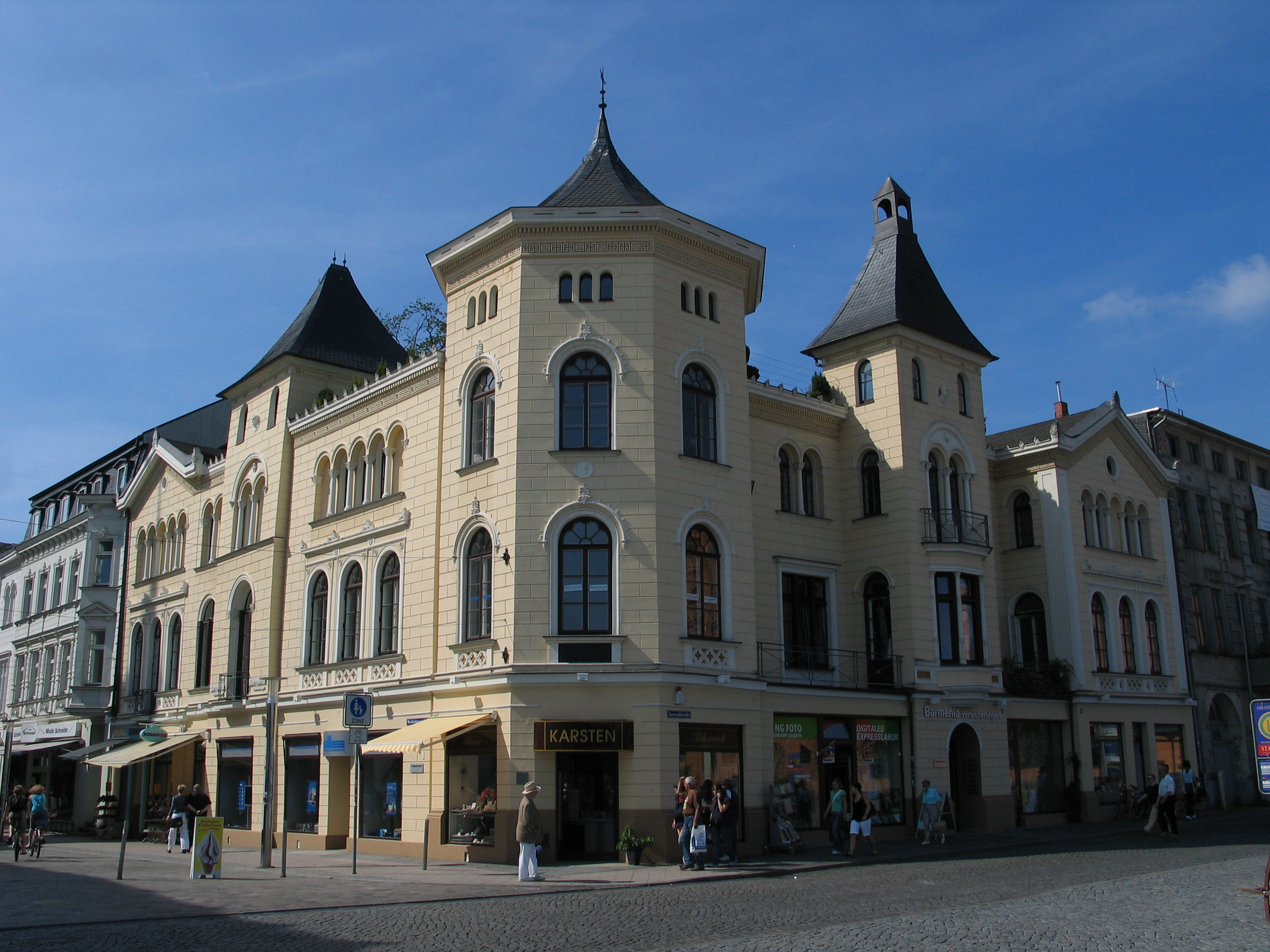
Дом Деммлера
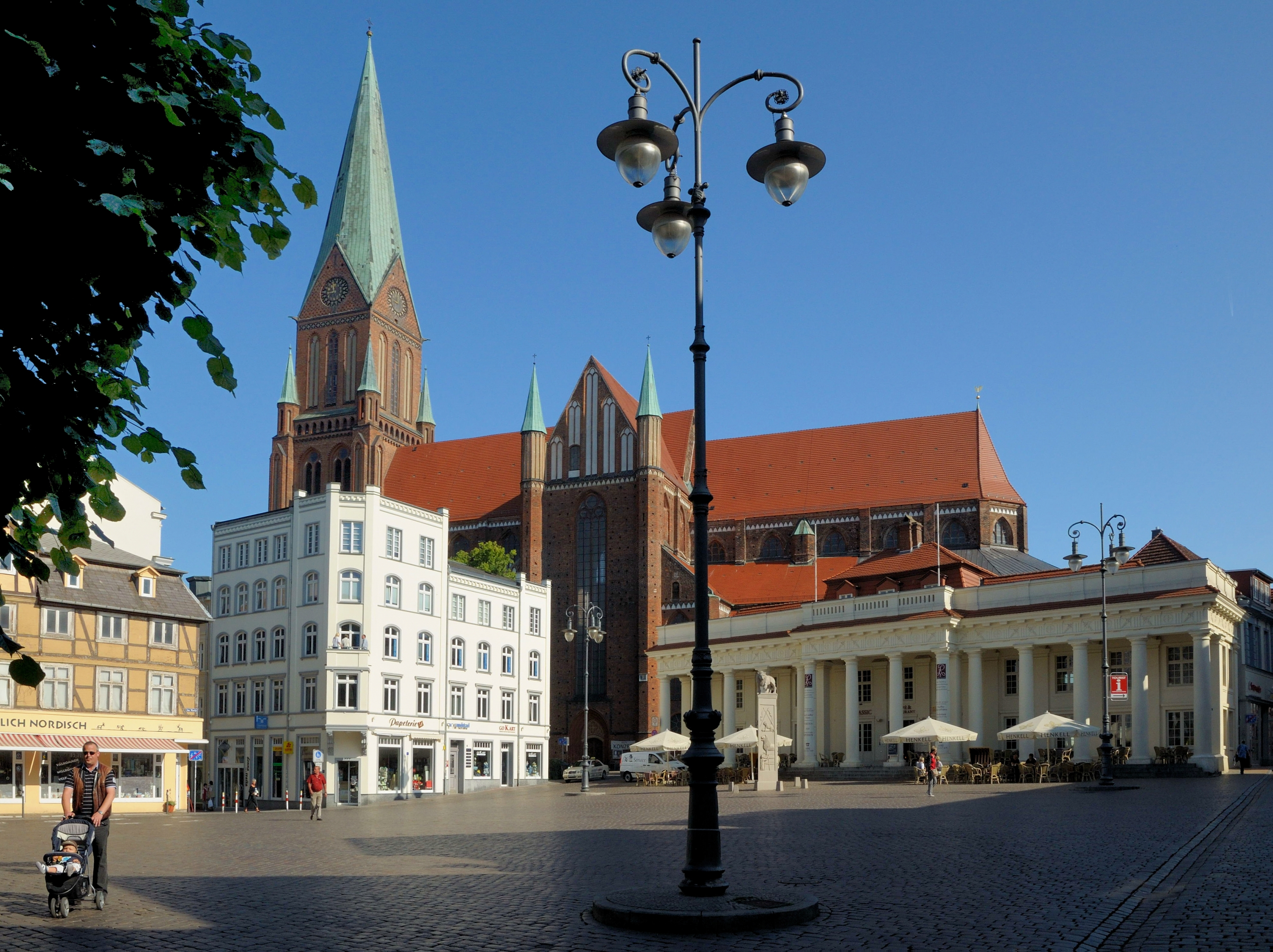
Рыночная площадь утром
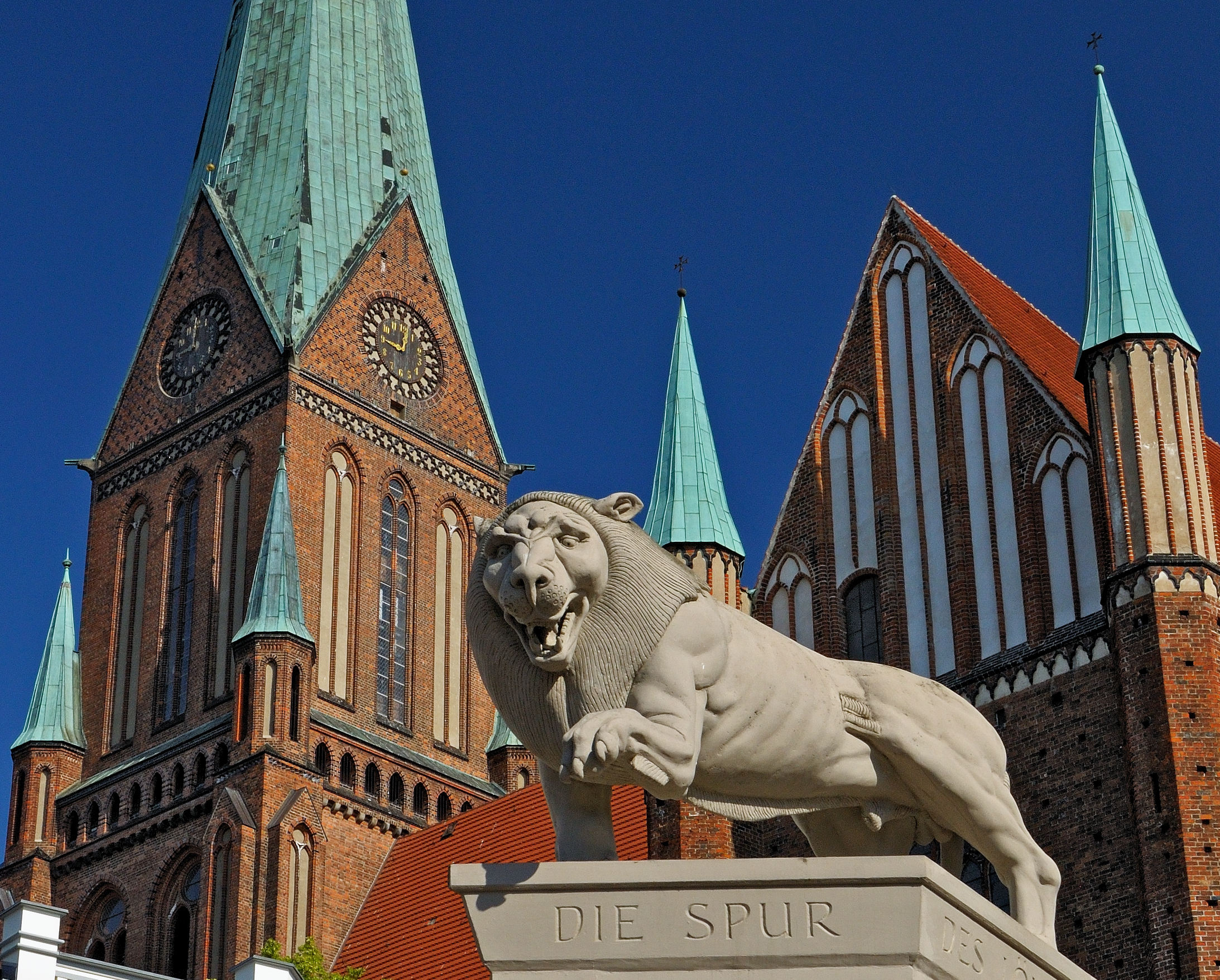
Памятник Генриху Льву перед  Шверинским Кафедральным собором на рыночной площади
Алтарь Кафедрального собора
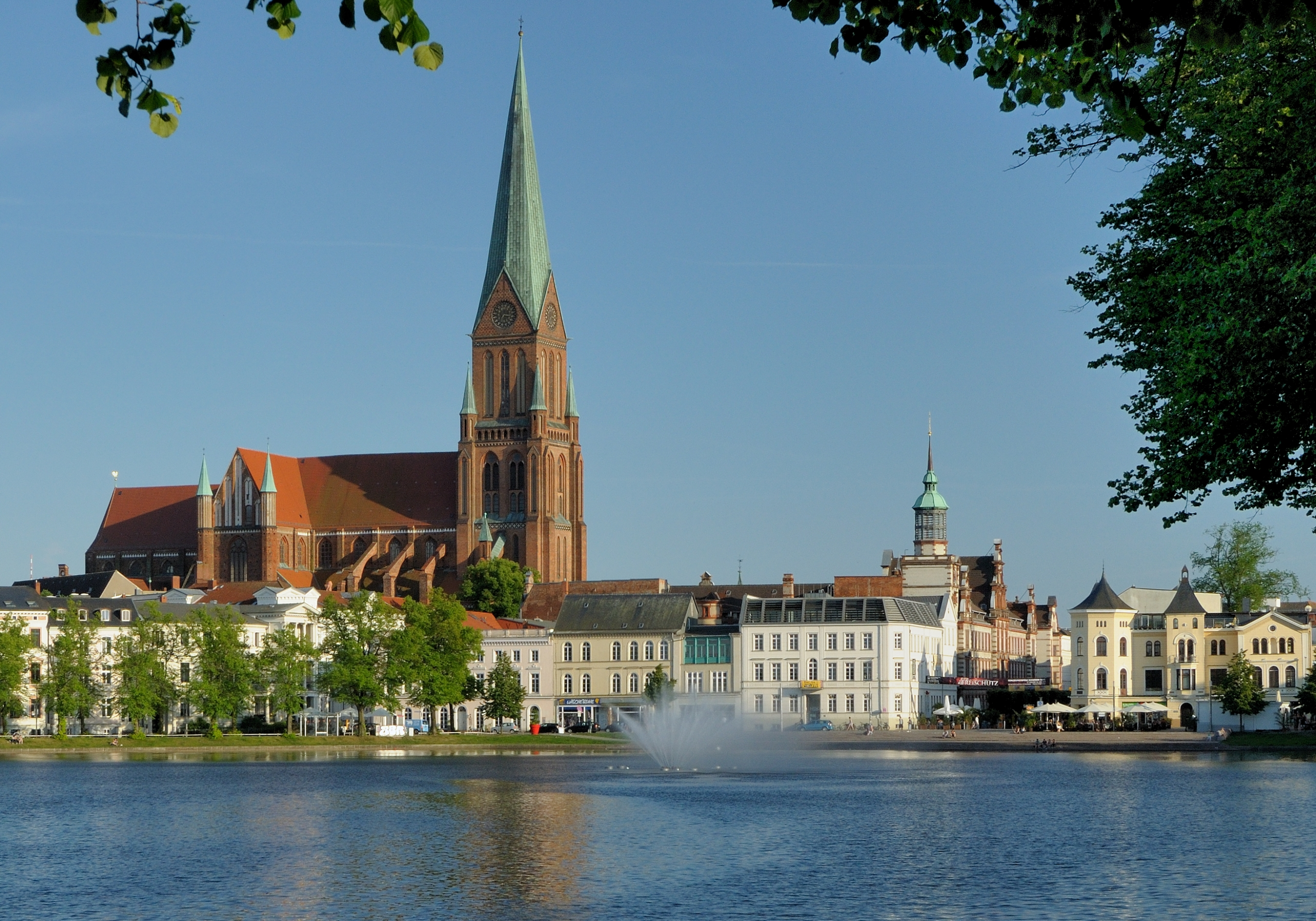
Шверинский Кафедральный собор. Вид с озера Пфаффентайх
Вид на Арсенал и Паулькирхе через озеро Пфаффентайх
Арсенал
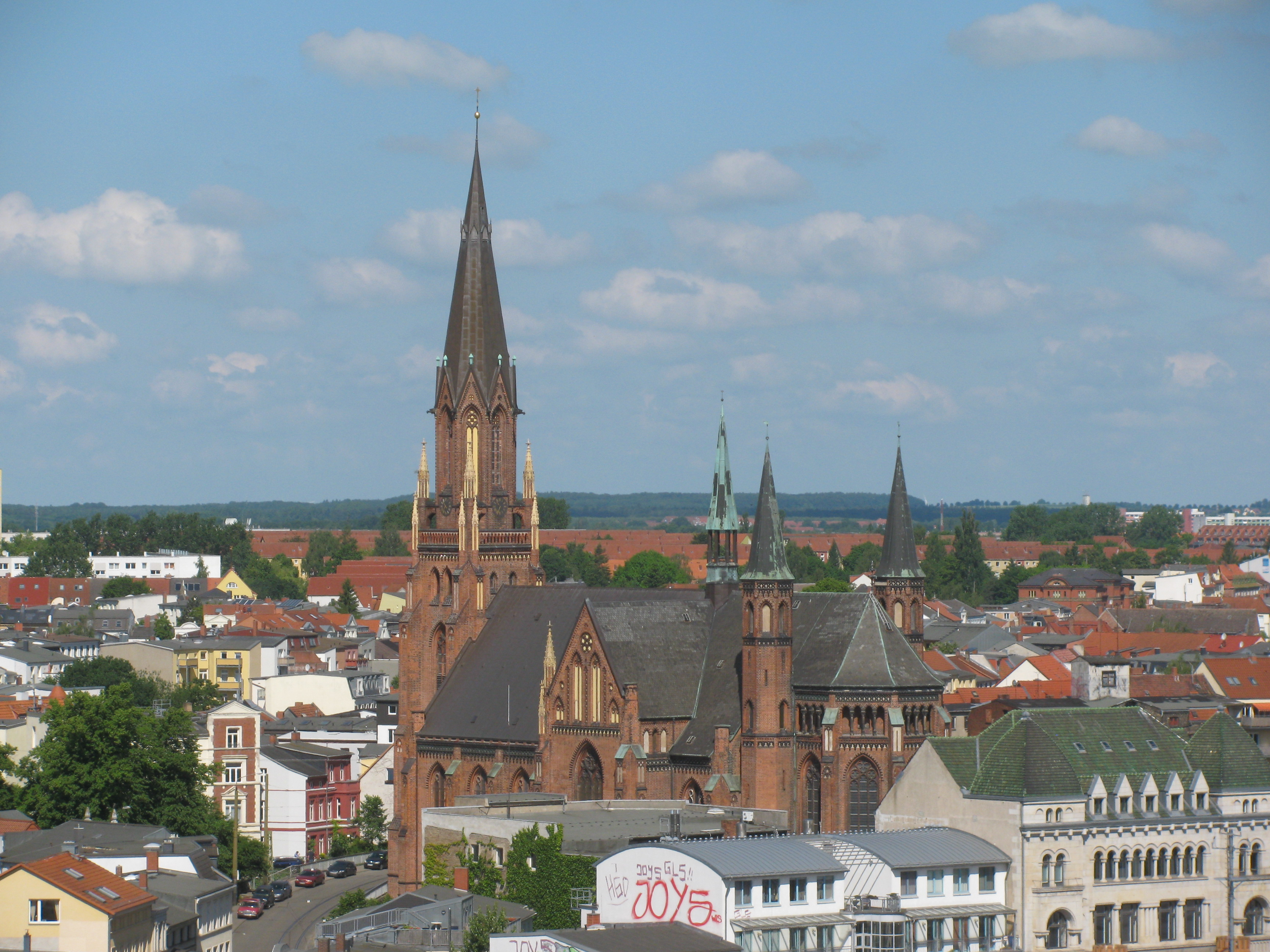
Паулькирхе
Кукольный театр
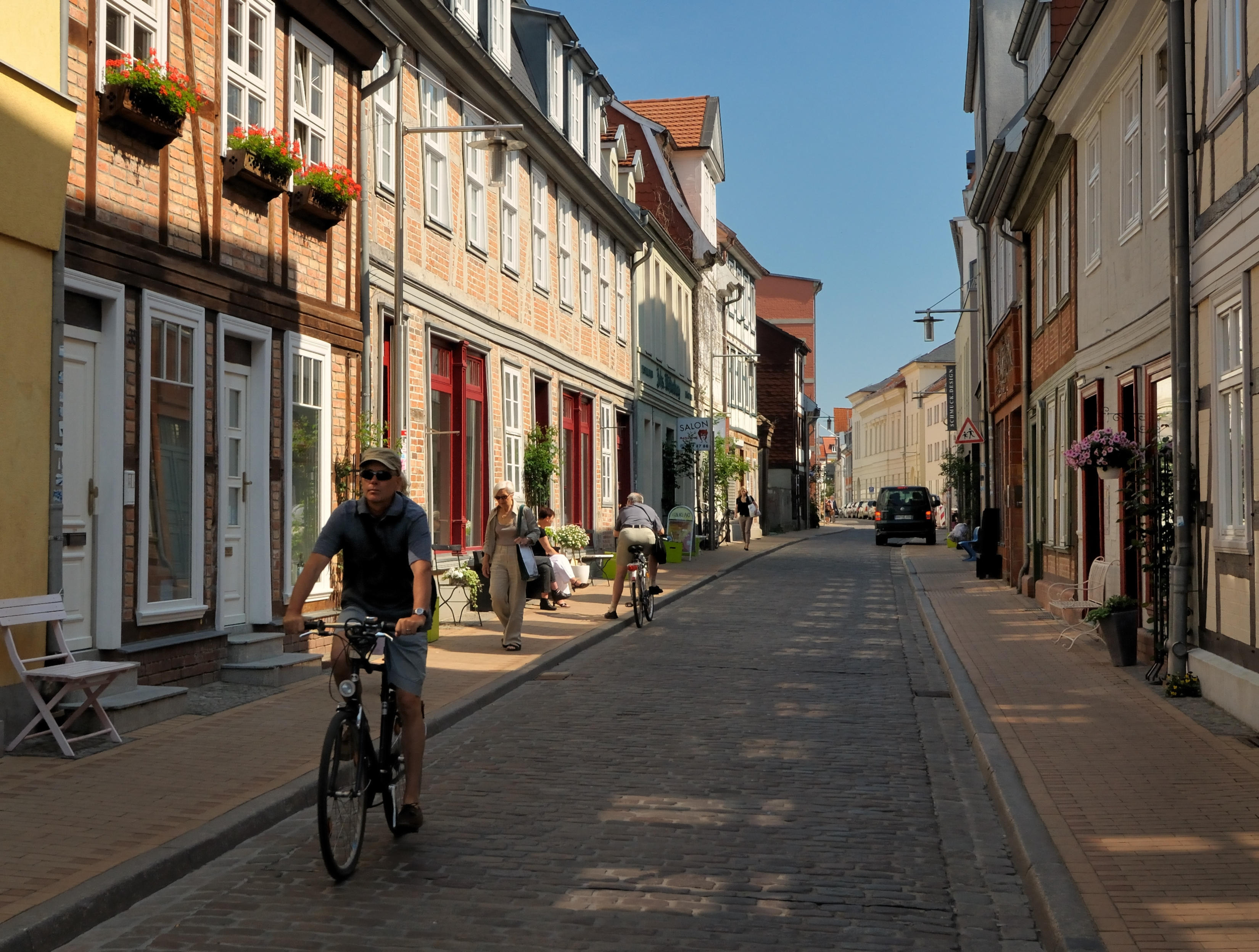
Улочка
Переход между государственной канцелярией и министерством транспорта.
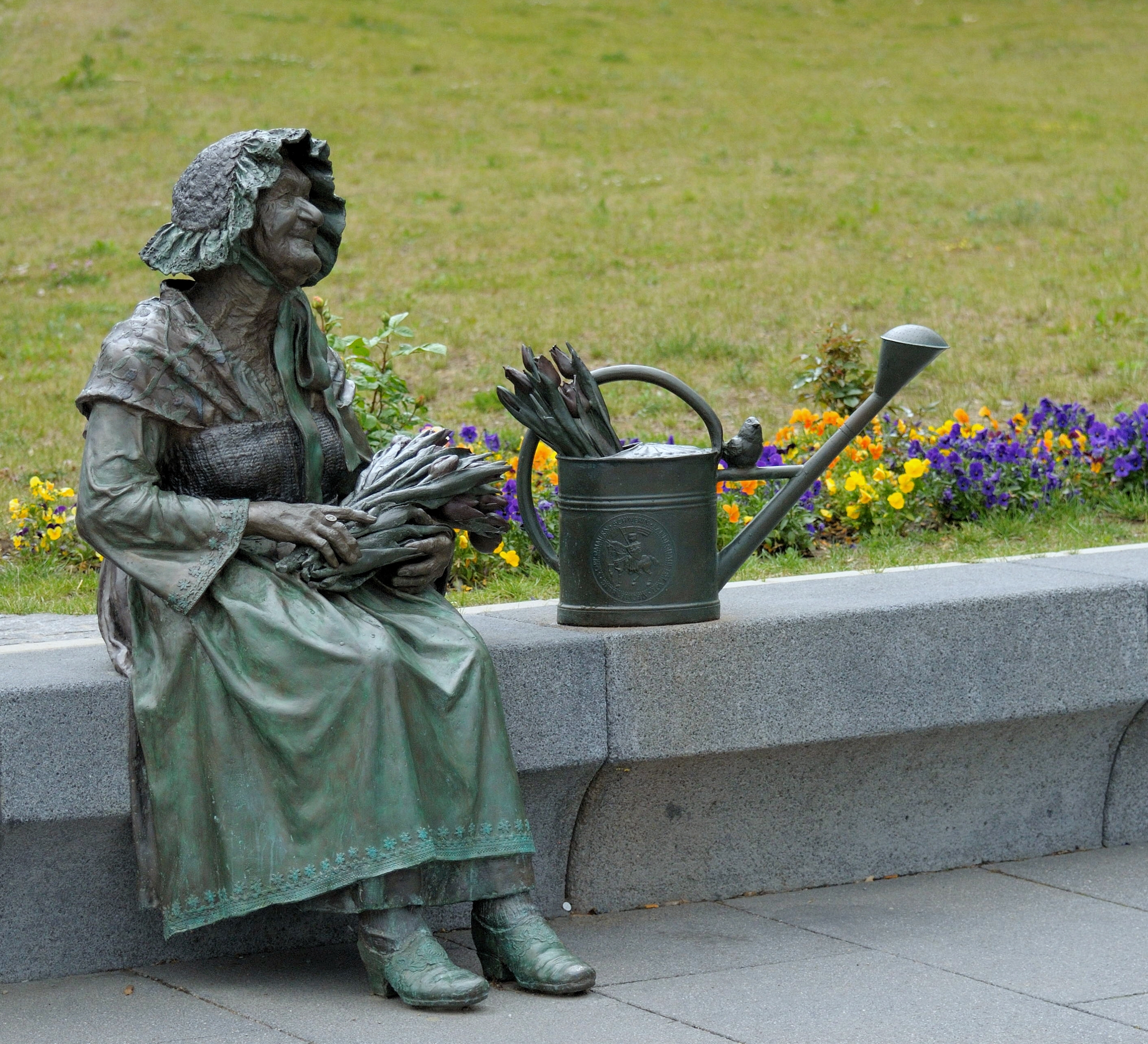
Памятник почётной гражданке Шверина цветочнице Берте Клингберг